# Бишофроде

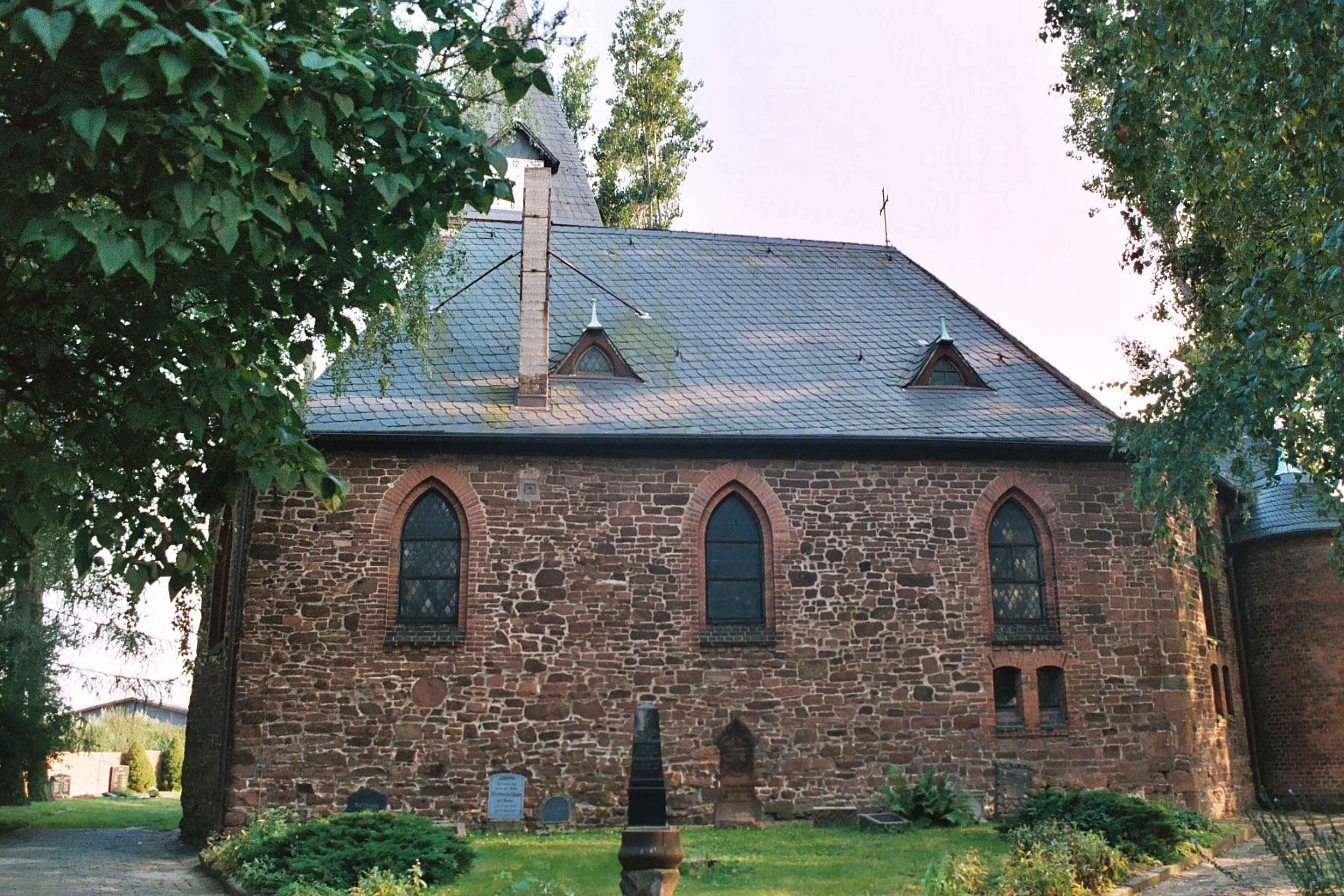
Церковь Бишофроде

Бишофроде (нем. Bischofrode) — коммуна в Германии, в земле Саксония-Анхальт. Входит в состав города Лютерштадт-Айслебен района Мансфельд-Зюдхарц. Население составляет 715 человек (на 31 декабря 2006 года). Занимает площадь 10,52 км².
Ранее деревня Бишофроде имела статус общины (коммуны). 1 января 2009 года вошла в состав города Лютерштадт-Айслебен.